# 萨巴斯·阿西德诺斯
萨巴斯·阿西德诺斯 （活跃于1204–1216年）是萨姆普松（古代伊奥尼亚的普里耶涅）的一位地方豪强，第四次十字军之后，他在这一地区建立了自己的政权，不过不久后服从于尼西亚帝国。
老一辈史学家，如乔治·芬利和威廉·米勒认为他所割据的城市是黑海沿岸的阿米索斯（萨姆松）城，但1935年，纪尧姆·德·热尔法尼翁在一篇论文中证明他的权力中心实际是爱琴海沿岸的萨姆普松。

## 生平
他的家世未知。1204年，他像其他一些地方豪强，如狄奥多尔·曼加法斯和利奥·斯古罗斯一样，利用第四次十字军攻占君士坦丁堡之后拜占庭中央政权崩溃后的权力真空自立而割据。他夺取了萨姆普松与大门德雷斯河下游的谷地。但在1205年底或1206年初，他被迫承认了狄奥多尔·拉斯卡里斯的尼西亚帝国的主权，他是和平地宣布臣服，并保留了在自己的领地的影响力，可能仍以总督的身份统治他的领地。 
之后他与尼西亚帝国君主的关系变得亲密，他与皇室进行了联姻，1214年，狄奥多尔一世称他为“姻亲（sympetheros）”，他还得到了“至尊者（σεβαστοκράτωρ）”这一通常只授予皇帝的兄弟的高贵头衔。1216年，拉特莫斯山脉中的一所修道院的文献中提到了他，此后他的命运就不得而知。

## 引用
1. ↑  A. A. Vasiliev, "The Foundation of the Empire of Trebizond (1204-1222)" （页面存档备份，存于）, Speculum, 11 (1936), p. 24
2. 1 2 3  Brand 1991，第207頁.
3. 1 2 3 4  Vougiouklaki 2003，Life and Activities.